# Taizo Ichinose
Taizo Ichinose (一ノ瀬 泰造) (1er novembre 1947-29 novembre 1973) est un photographe de guerre japonais, né à Takeo, dans la préfecture de Saga (Kyushu).

## Biographie
Étudiant au collège de Takeo, Taizo Ichinose fait partie d'une équipe de baseball et participe même au Koshien, le plus célèbre championnat japonais de base-ball de lycée.
Les films One Step on a Mine, It's All Over (Jirai wo fundara sayônara) (1999) et Taizo (2003) sont des biographies d'Ichinose,. Tadanobu Asano, un acteur japonais, incarne son personnage.
Taizo Ichinose disparaît au Cambodge à l'âge de 26 ans alors qu'il essaye d'atteindre Angkor en vélo en partant de Phnom Penh. Il est enlevé à vingt kilomètres de Phnom Penh par les soldats Khmers rouges puis rapidement exécuté par ces derniers. Le déroulement de ses derniers jours de vie n'est pas connu.

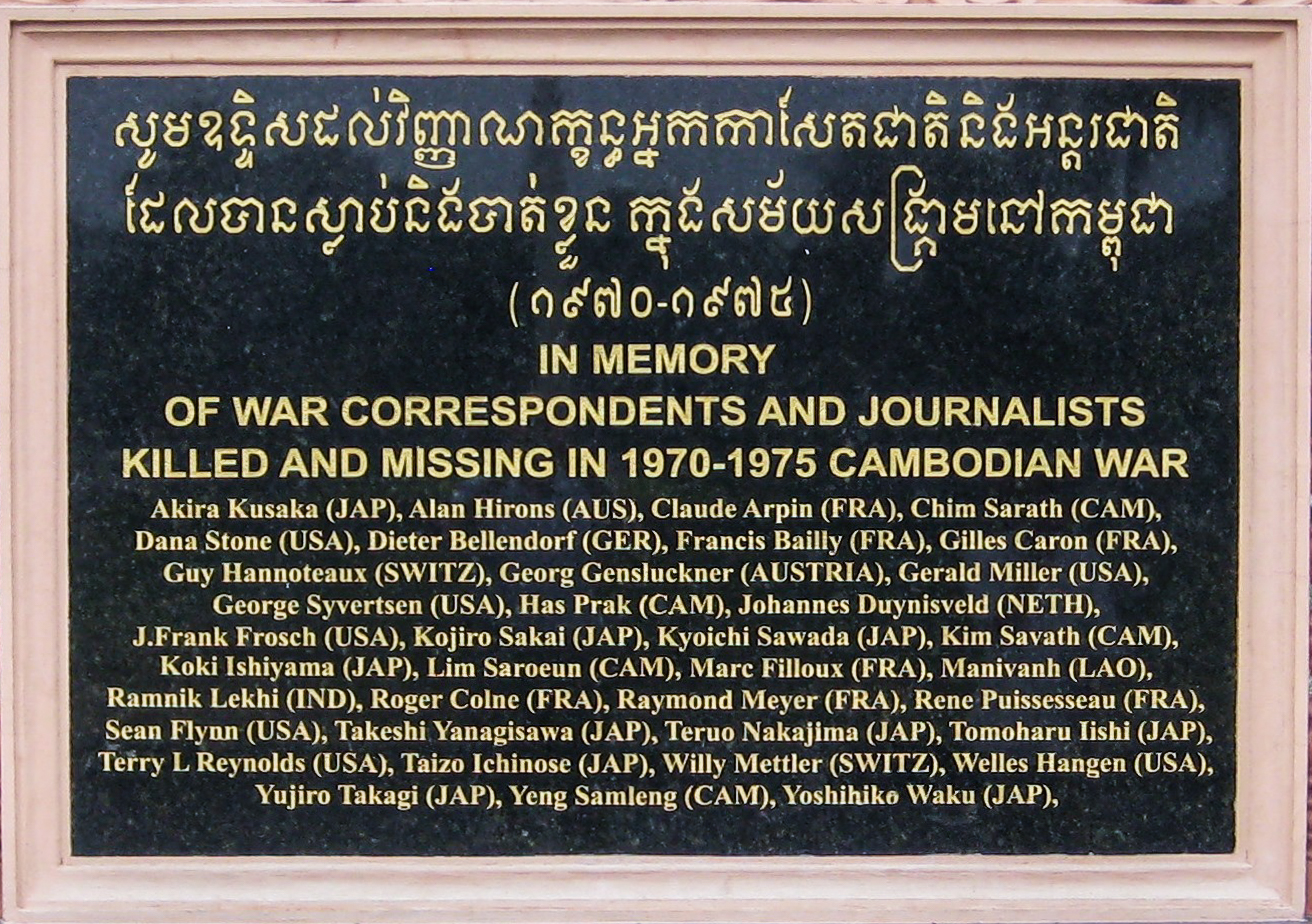
Mémorial à la mémoire des journalistes tués au Cambodge 1970-1975.

Au musée des vestiges de guerre au Viêt Nam, un certain nombre d'articles sur Ichinose et ses photos sont exposés, entre autres une photo du boîtier Nikon F en finition noire qu'utilisait Ichinose, transpercé par un éclat de grenade et dépourvu de son prisme de visée. Ce Nikon est maintenant conservé par la famille de Taizo Ichinose, dans la province de Kyushu. La photographie de l'appareil, vu de dos, illustre la 4e de couverture de l'ouvrage Requiem : by the photographers who died in Vietnam and Indochina édité par Horst Faas et Tim Page en 1997.